# Peti sárkánya
A Peti sárkánya (eredeti cím: Pete's Dragon) 1977-ben bemutatott amerikai zenés film, amelyben egy rajzolt sárkány valós térben élőszereplőkkel közösen szerepel. A film Seton Miller regénye alapján készült. A játékfilm rendezője Don Chaffey, producerei Jerome Courtland és Ron W. Miller. A forgatókönyvet Malcolm Marmorstein és S. S. Field írta, a zenéjét Joel Hirschhorn, Al Kasha és Irwin Kostal szerezte. A főszereplői Helen Reddy, Jim Dale, Mickey Rooney, Red Buttons és Shelley Winters. A mozifilm a Walt Disney Productions gyártásában készült, a Buena Vista Distribution forgalmazásában jelent meg. Műfaja zenés fantasy filmvígjáték.
Amerikában 1977. november 3-án mutatták be a mozikban, Magyarországon két szinkronos változat is készült belőle, amelyekből az elsőt 1994. április 21-én adták ki VHS-en, a másodikat 1995. december 23-án a MTV1-en vetítették le a televízióban.

## Szereplők
- További magyar hangok (1. magyar szinkronban): Bakota Árpád, Bertók Lajos, Fráter Kata, Hajdú Péter, Jámbor József, Korcsmáros Jenő, Kőrösi András, Matkó Sándor, Miske László, N. Molnár Éva, Sárközy Zoltán, Szinovál Gyula
- További magyar hangok (2. magyar szinkronban): Antal László, Halmágyi Sándor, Némedi Mari, Szűcs Sándor, Uri István

## Televíziós megjelenések
Új magyar szinkronnal az alábbi televíziókban vetítették le:
- TV-1